# George Young (zenész)
George Young (Glasgow, 1946. november 6. – Sydney, 2017. október 22.) egy ausztrál rockzenész, gitáros, dalszerző és producer. 1964-ben alapító tagja volt az öt évig működő The Easybeats rockzenekarnak, majd 1976-tól 1993-ig a Flash and the Pan nevű new wave együttesnek. 1970-tól szerzőtársával, Harry Vandával producerként és külsős dalszerzőként dolgoztak más előadók, többek között az AC/DC,  Stevie Wright énekes, John Paul Young, a The Angels, és a Rose Tattoo együttes lemezein.
Két fiatalabb öccse, Malcolm és Angus, az AC/DC rockzenekar megalapítói.

## Diszkográfia

### The Easybeats
Stúdióalbumok
- Easy (1965)
- It's 2 Easy (1966)
- Volume 3 (1966)
- Good Friday / Friday on My Mind (1967)
- Vigil / Falling Off the Edge of the World (1968)
- Friends (1969)

### Flash and the Pan
Stúdióalbumok
- Flash and the Pan (1978)
- Lights in the Night (1980)
- Headlines (1982)
- Early Morning Wake Up Call (1984)
- Nights in France (1987)
- Burning up the Night (1992)